# Liste des cathédrales du Mali
Cet article recense les cathédrales du Mali.

## Liste
- Cathédrale du Sacré-Cœur-de-Jésus à Bamako
- Cathédrale de l'Immaculée-Conception à Kayes
- Cathédrale de l'Immaculée-Conception à Ségou
- Cathédrale Notre-Dame de Kita à Kita
- Cathédrale Notre-Dame-de-Lourdes à San
- Cathédrale Notre-Dame-de-Lourdes à Sikasso
- Cathédrale Saint-Joseph à Mopti